# Facundo da la vuelta al mundo
Facundo da la vuelta al mundo fue una serie de historietas creada por Gosset para la revista Tío Vivo de la Editorial Bruguera en 1966. Facundo, como indica su salacot, es un viajero que recorre países exóticos. A partir de 1969, lo acompaña Lio-Chin-Chin.

## Trayectoria editorial
Tras su creación, Facundo da la vuelta al mundo apareció en multitud de revistas de Bruguera: "Din Dan", "El DDT", "Pulgarcito", "Mortadelo", "Súper Mortadelo", "Súper Pulgarcito", "Bruguelandia", etc. También se publicaron un par de álbumes recopilatorios de la serie en la colección Olé! en 1971.

## Argumento y personajes
El aspecto físico del personaje es el de un hombre bajito, la cara y el cuello forman una misma unidad , no se sabe dónde acaba la cara y donde comienza el cuello, nariz redondeada, ojos redondos y grandes. Bigote pequeño solo un poco mayor que el ancho de la nariz, tipo Charles Chaplin.
De su indumentaria destaca el sombrero tipo salacot, zapatos y pantalón negros y una camisa de manga corta. Al inicio de sus aventuras el personaje viaje por el continente africano, el Mediterráneo y algunos puertos de la India. Su modus vivendi es el de un estafador, y sus víctimas son los nativos que encuentra allí por donde va y por los que no siente mucho respeto.
En posteriores aventuras, de vez en cuando trabaja como marinero en alta mar. Es entonces cuando conoce a Lio-Chin-Chin, personaje que desde 1969 se convertirá en su compañero. A partir de este encuentro Facundo se vuelve más ingenuo y Lio-Chin-Chin se convierte en objeto de sus bromas, gritos y burlas.